# Inezgane

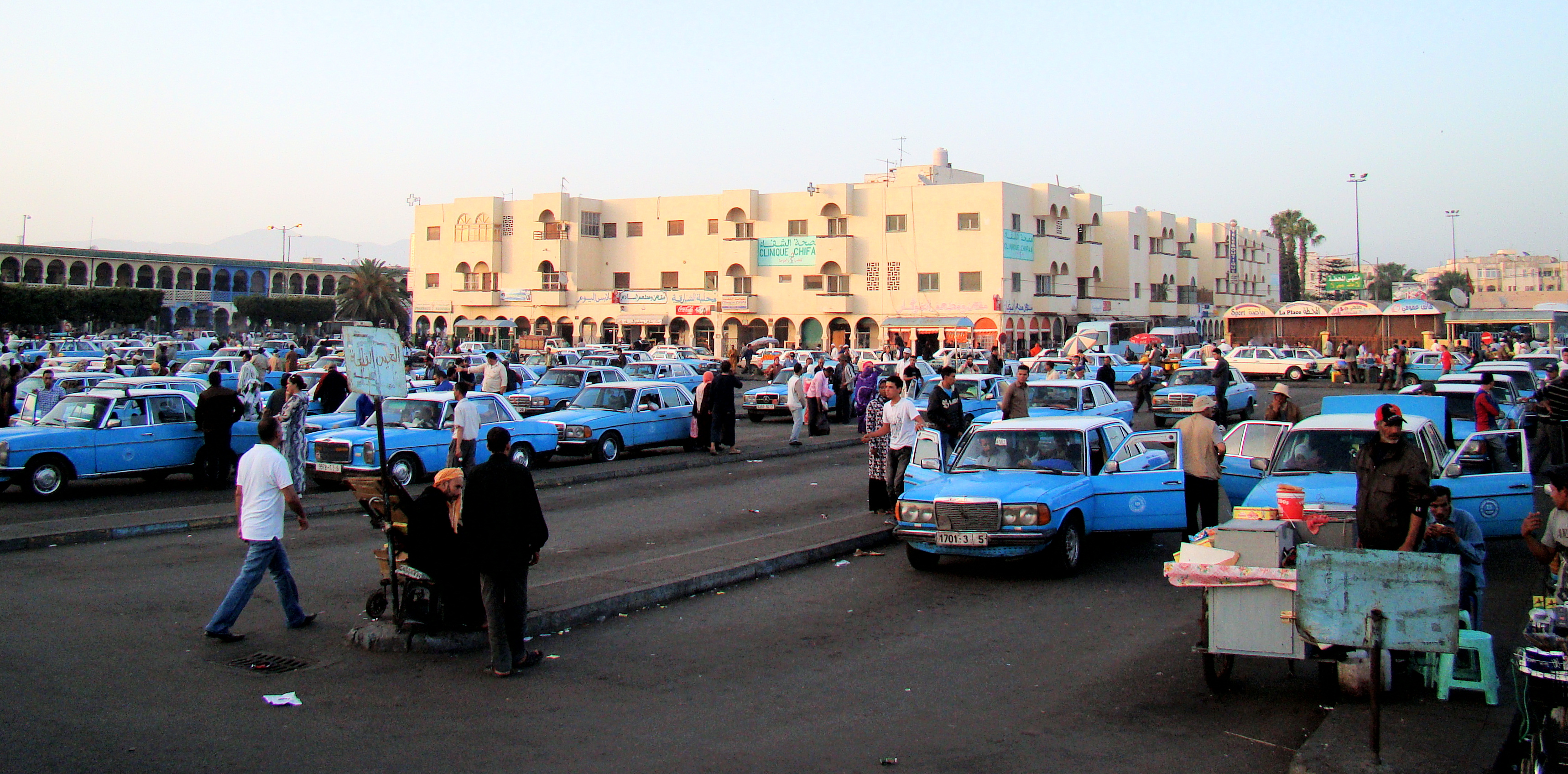
Taxiverksamhet i centrala Inezgane.

Inezgane är en stad i Marocko och är administrativ huvudort för prefekturen Inezgane-Aït Melloul som är en del av regionen Souss-Massa. Staden ingår i Agadirs storstadsområde och hade 130 333 invånare vid folkräkningen 2014.